# Maurizio Del Freo
Maurizio Del Freo (* im 20. Jahrhundert) ist ein italienischer Klassischer Philologe, Mykenologe und Epigraphiker.
Del Freo ist wissenschaftlicher Mitarbeiter am Istituto di Studi sul Mediterraneo Antico, Rom, das 2013 aus der Fusion des Istituto di Studi sulle Civiltà Italiche e del Mediterraneo Antico (ISCIMA) mit dem Istituto di Studi sulle Civiltà dell’Egeo e del Vicino Oriente (ICEVO) hervorgegangen ist. Er ist in zahlreiche wissenschaftliche Projekte zur Mykenologie eingebunden, darunter in die Edition des Textcorpus der in Theben von Vassilis L. Aravantinos neu aufgefundenen Linear B-Täfelchen.
Del Freo arbeitet zu den Kulturen und den Schriftsystemen der Ägäis, Kretas (kretische Hieroglyphen, Linear A, Linear B) und Zyperns im 2. Jahrtausend v. Chr., insbesondere zur mykenischen Palastwirtschaft, dem Besitz an Grund und Boden und dem Handwerk.

## Schriften (Auswahl)
- mit Vassilis L. Aravantinos, Louis Godart und Anna Sacconi: Les textes de Thèbes, (1–433). Translitération et tableaux des scribes (= Thèbes. Fouilles de la Cadmèe. 4 = Biblioteca di Pasiphae. 4). Istituti editoriali e poligrafici internazionali, Pisa u. a. 2005, ISBN 88-8147-434-4.
- I censimenti di terreni nei testi in lineare B (= Biblioteca di Pasiphae. 5). Istituti editoriali e poligrafici internazionali, Pisa u. a. 2005, ISBN 88-8147-422-0.
- als Herausgeber mit Anna Sacconi, Louis Godart und Mario Negri: Colloquium Romanum. Atti del XII Colloquio Internazionale di Micenologia (Roma, 20–25 febbraio 2006) (= Pasiphae. Rivista di Filologia e Antichità Egee. 1–2). 2 Bände. Fabrizio Serra Editore, Pisa u. a. 2008, ISBN 978-88-6227-055-7.
- mit Massimo Perna (Hrsg.): Manuale di epigrafia micenea. Introduzione allo studio dei testi in lineare B. libreriauniversitaria.it, Padua 2016, 2. Auflage 2019.